# Échenilleur de Polynésie
Lalage maculosa
Espèce
Statut de conservation UICN

 LC  : Préoccupation mineure
L'Échenilleur de Polynésie (Lalage maculosa) est une espèce d’oiseau passereau de la famille des Campephagidae.

## Répartition et sous-espèces
- L. m. ultima Mayr & Ripley, 1941 — Vanuatu : Efate et satellites ;
- L. m. modesta Mayr & Ripley, 1941 — Vanuatu : de Espiritu Santo à Emae ;
- L. m. melanopygia Mayr & Ripley, 1941 — Salomon : Utupua et Nendo ;
- L. m. vanikorensis Mayr & Ripley, 1941 — Salomon : Vanikoro ;
- L. m. soror Mayr & Ripley, 1941 — Fidji : Kadavu ;
- L. m. pumila Neumann, 1927 — Fidji : Viti Levu ;
- L. m. mixta Mayr & Ripley, 1941 — Fidji : Yasawa et alentours ;
- L. m. woodi Wetmore, 1925 — Fidji : Vanua Levu, Kioa, Taveuni et Qamea ;
- L. m. rotumae Neumann, 1927 — Fidji : Rotuma ;
- L. m. nesophila Mayr & Ripley, 1941 — Fidji : îles Lau ;
- L. m. tabuensis Mayr & Ripley, 1941 — Tonga
- L. m. vauana Mayr & Ripley, 1941 — Tonga : Vavaʻu ;
- L. m. keppeli Mayr & Ripley, 1941 — Tonga : Tafahi et Niuatoputapu ;
- L. m. futunae Mayr & Ripley, 1941 — Wallis et Futuna ;
- L. m. whitmeei Sharpe, 1878 — Niue ;
- L. m. maculosa (Peale, 1849) — Samoa : Savai'i et Upolu.